# Libá
Obec Libá (do roku 1948 Libštejn, německy: Liebenstein) se nachází v okrese Cheb, kraj Karlovarský. Žije zde 836 obyvatel.

## Historie
První písemná zmínka o obci pochází z roku 1264. Traduje se ovšem, že věž zámku je mnohem starší.

## Obyvatelstvo
Při sčítání lidu v roce 1921 zde žilo 1 889 obyvatel, z toho deset Čechoslováků, 1 835 obyvatel německé národnosti a 44 cizozemců. K římskokatolické církvi se hlásilo 1 834 obyvatel, 51 k evangelické církvi, čtyři k církvi československé.
| Rok            | 1869  | 1880  | 1890  | 1900  | 1910  | 1921  | 1930  | 1950 | 1961 | 1970 | 1980 | 1991 | 2001 | 2011 |
| -------------- | ----- | ----- | ----- | ----- | ----- | ----- | ----- | ---- | ---- | ---- | ---- | ---- | ---- | ---- |
| Počet obyvatel | 2 244 | 2 209 | 2 227 | 2 139 | 2 044 | 1 889 | 2 202 | 796  | 680  | 595  | 466  | 407  | 474  | 607  |
| Počet domů     | 190   | 197   | 201   | 210   | 212   | 215   | 272   | 227  | 159  | 143  | 131  | 138  | 169  | 219  |

| Rok            | 1869  | 1880  | 1890  | 1900  | 1910  | 1921  | 1930  | 1950 | 1961 | 1970 | 1980 | 1991 | 2001 | 2011 |
| -------------- | ----- | ----- | ----- | ----- | ----- | ----- | ----- | ---- | ---- | ---- | ---- | ---- | ---- | ---- |
| Počet obyvatel | 3 328 | 3 336 | 3 231 | 3 105 | 2 937 | 2 717 | 3 008 | 943  | 788  | 719  | 568  | 494  | 577  | 715  |
| Počet domů     | 314   | 333   | 338   | 347   | 350   | 350   | 417   | 354  | 184  | 175  | 160  | 168  | 200  | 250  |

## Části obce
Obec se dělí na dvě části, které leží i na katastrálních územích již zaniklých obcí:
- Libá – k. ú. Libá, Dubina (dříve Eichelberg[4]) a Rybáře u Libé
- Hůrka – k. ú. Hůrka u Libé, Dobrošov u Libé, Lužná u Františkových Lázní a Pomezná (dříve Markhausen[4])

Např. z Dobrošova zůstalo pouze jedno stavení a z Dubiny pouze bývalá rota pohraniční stráže, přestavěná na školu v přírodě.

## TJ Start Libá
Fotbalový klub FC Start Libá byl založen v roce 1987, v roce 2014 svou činnost ukončil. Nejlepším výsledkem v historii klubu je 5. místo v Okresním přeboru v roce 2003. Nejvyšší návštěvnosti (458 platících diváků) klub dosáhl v zápase s rivalem FC Jiskra Hazlov. Největší úspěch klub zažil při vítězství v Lipá Cupu. Nejlepším střelcem byl Štěpán Hrůza, nejvyššího počtu startů dosáhl Ladislav Belanyi. V letech 2011–2014 klub měl řadu problémů v hospodaření a s hráči. Po rozpuštění klubu jeho prostory využívá SDH Libá.

## Pamětihodnosti
- Zámek Libá, v 16. století přestavěný z hradu Liebenstein. Ten zde byl postaven v 13. století,
- kostel svaté Kateřiny,
- hrobka Zedtwitzů na místním hřbitově,
- výklenková kaplička v polích,
- zemědělská usedlost, čp. 26,
- přírodní rezervace Stráň u Dubiny v k.ú. obce.

## Galerie

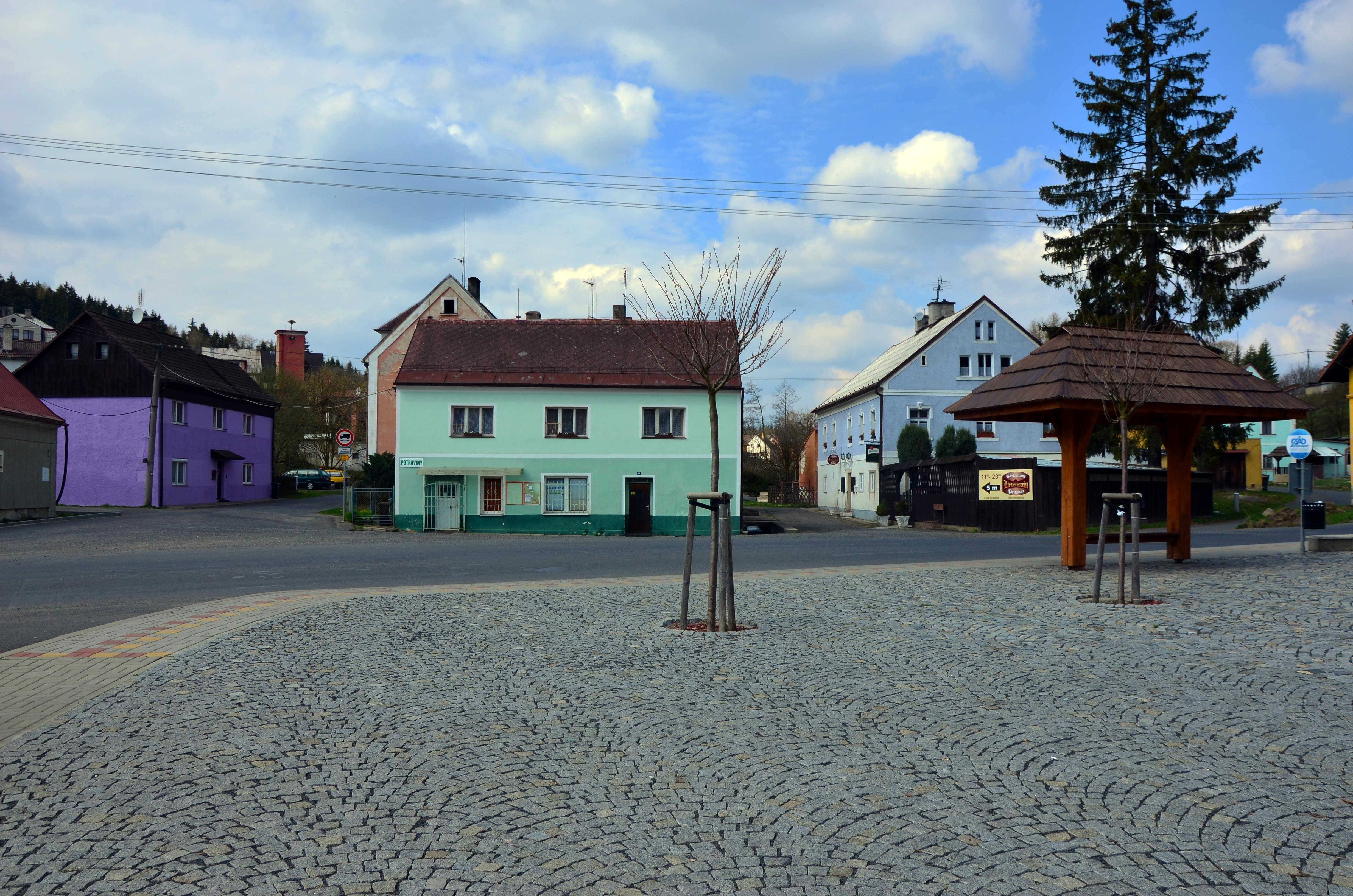
Libá – náměstí
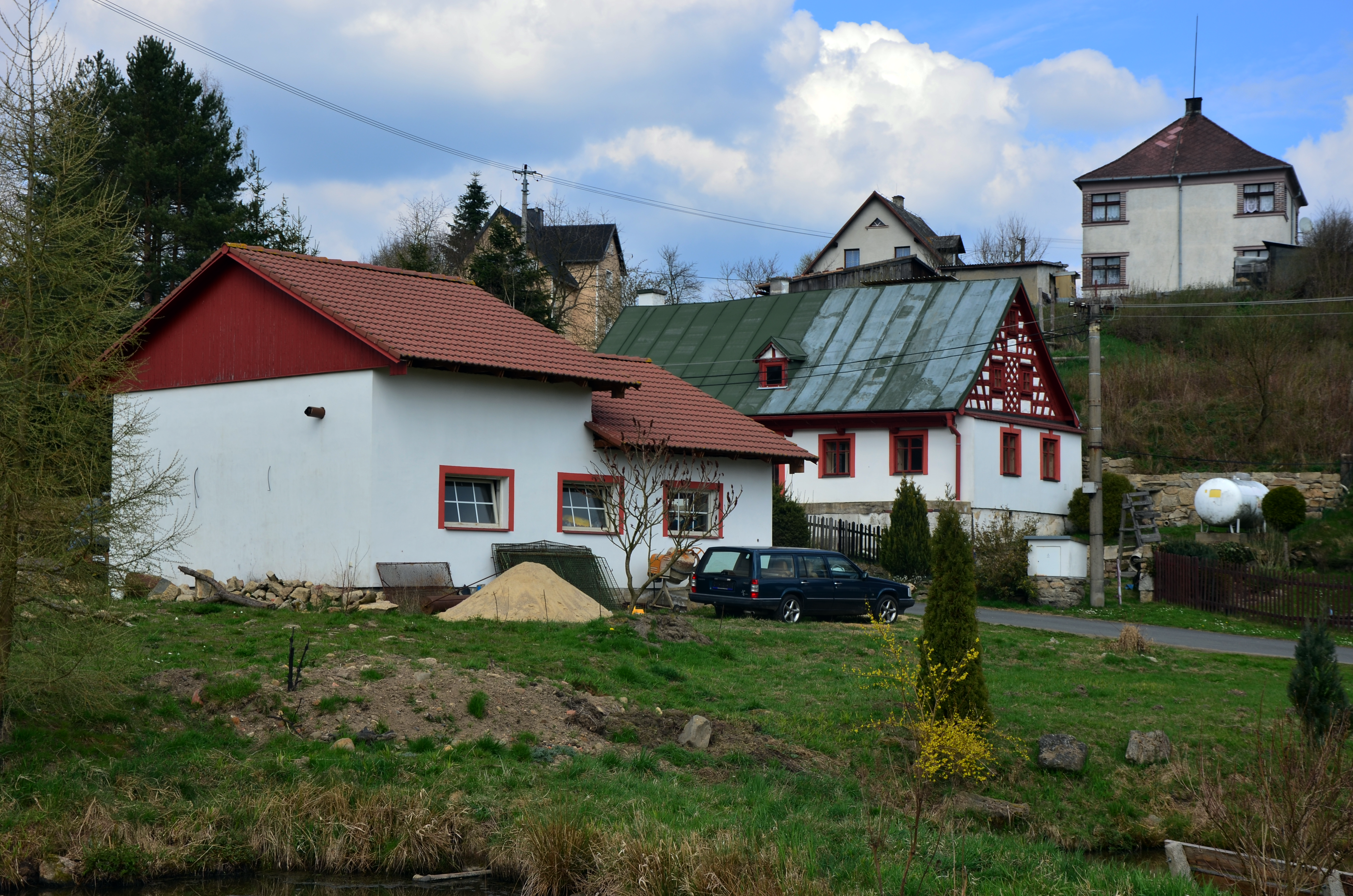
Libá – lidová architektura Chebska
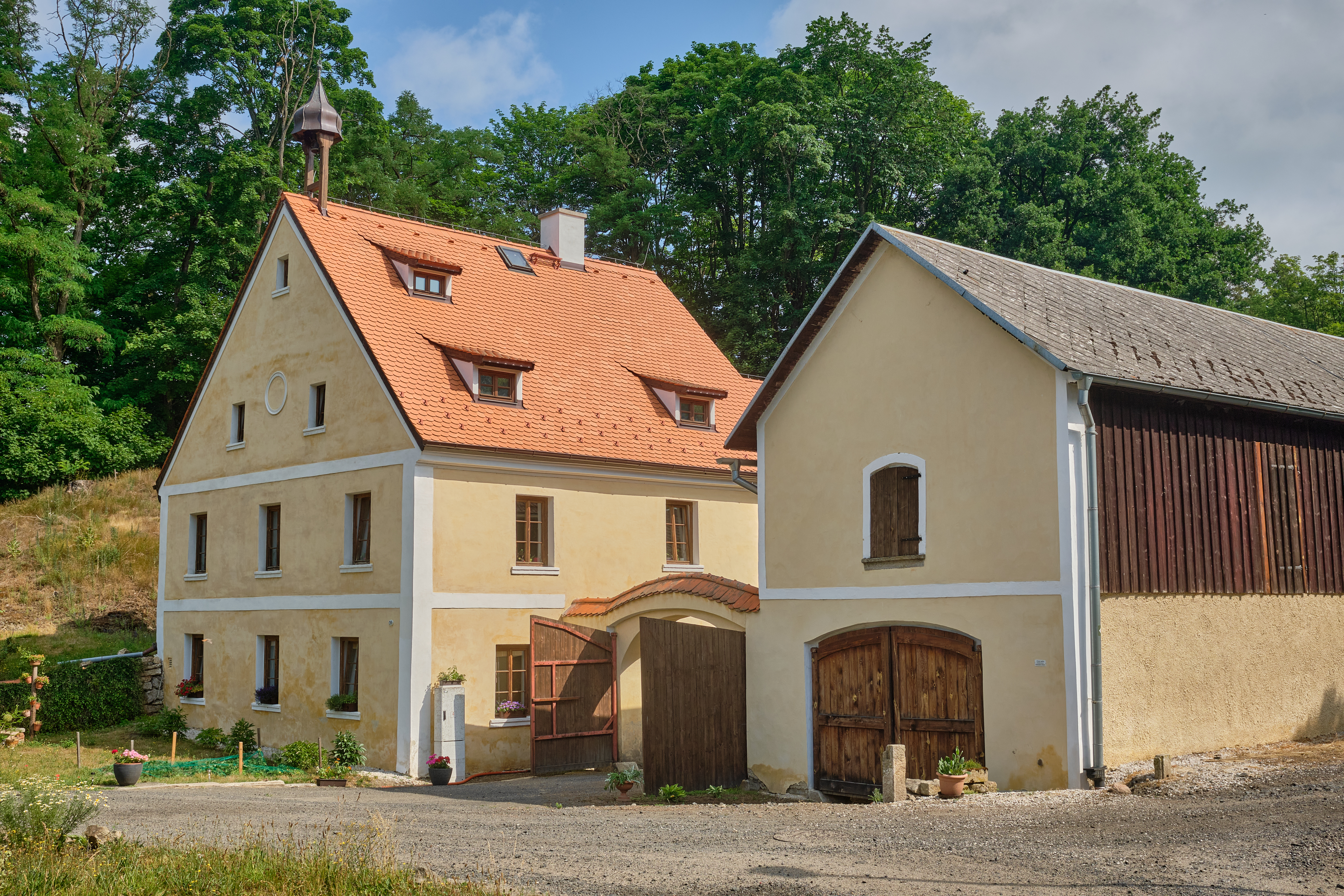
Libá – zemědělská usedlost čp. 26
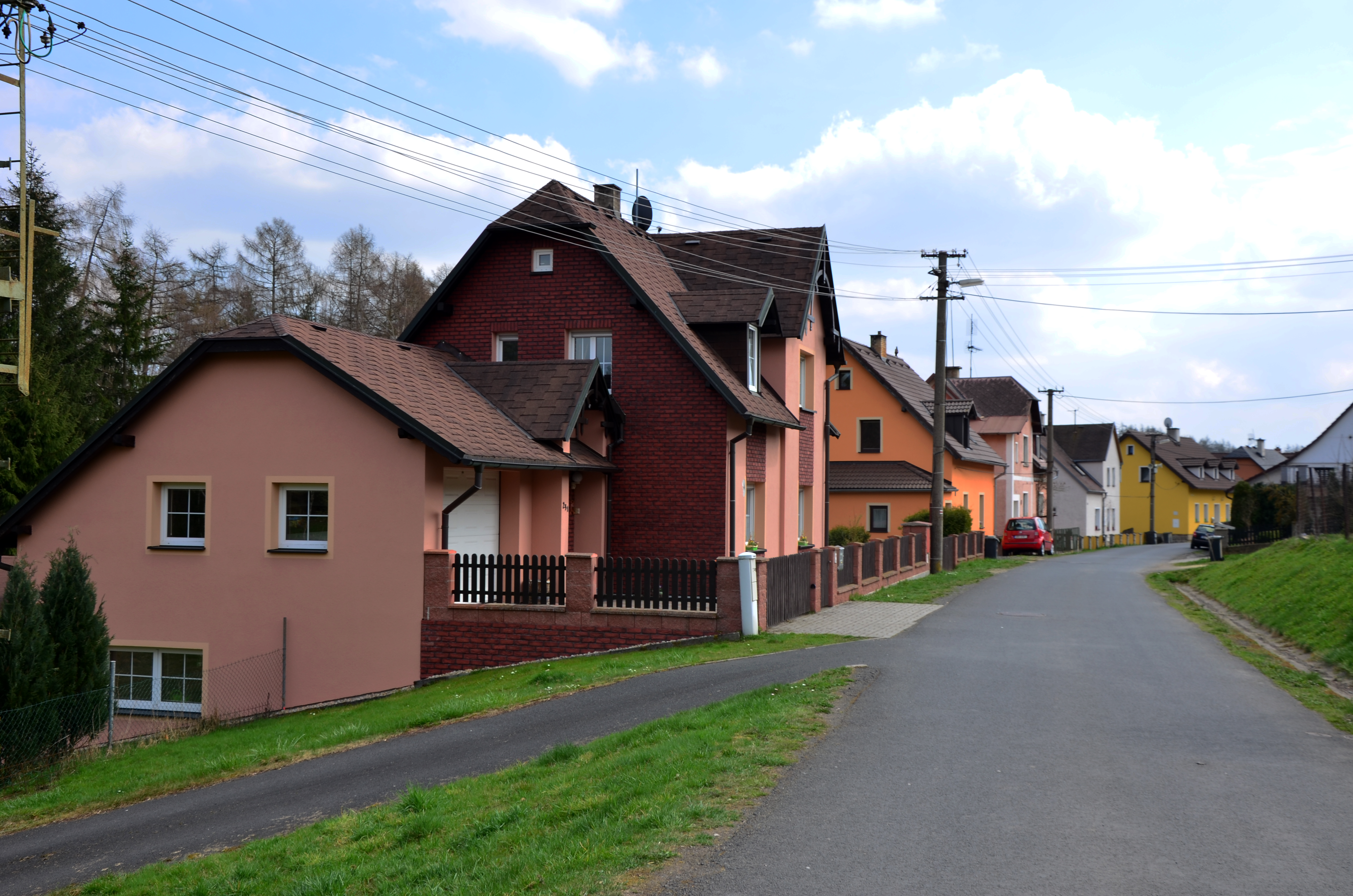
Libá – ulice směřující od Kamenného rybníka k náměstí
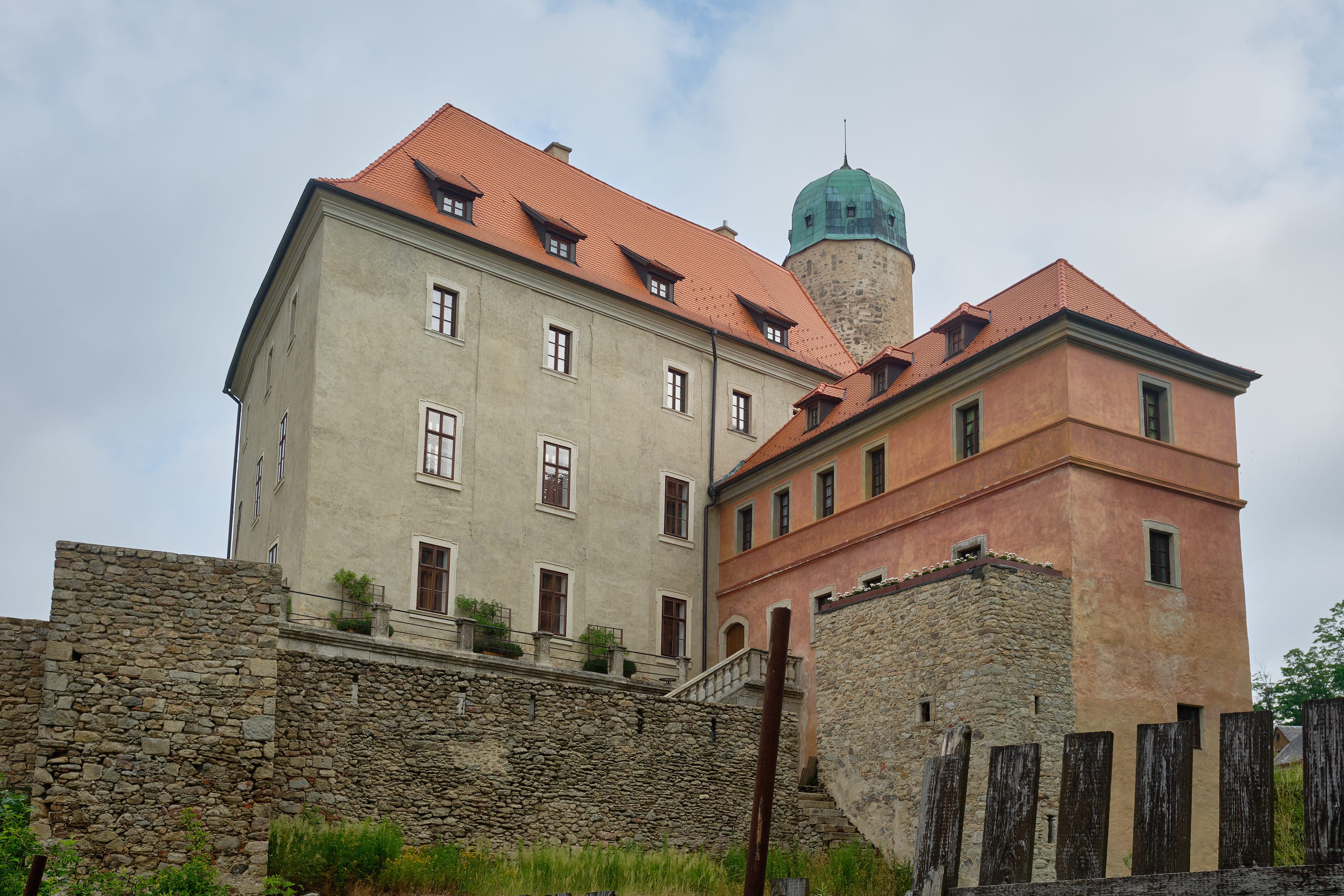
Libá – zámek
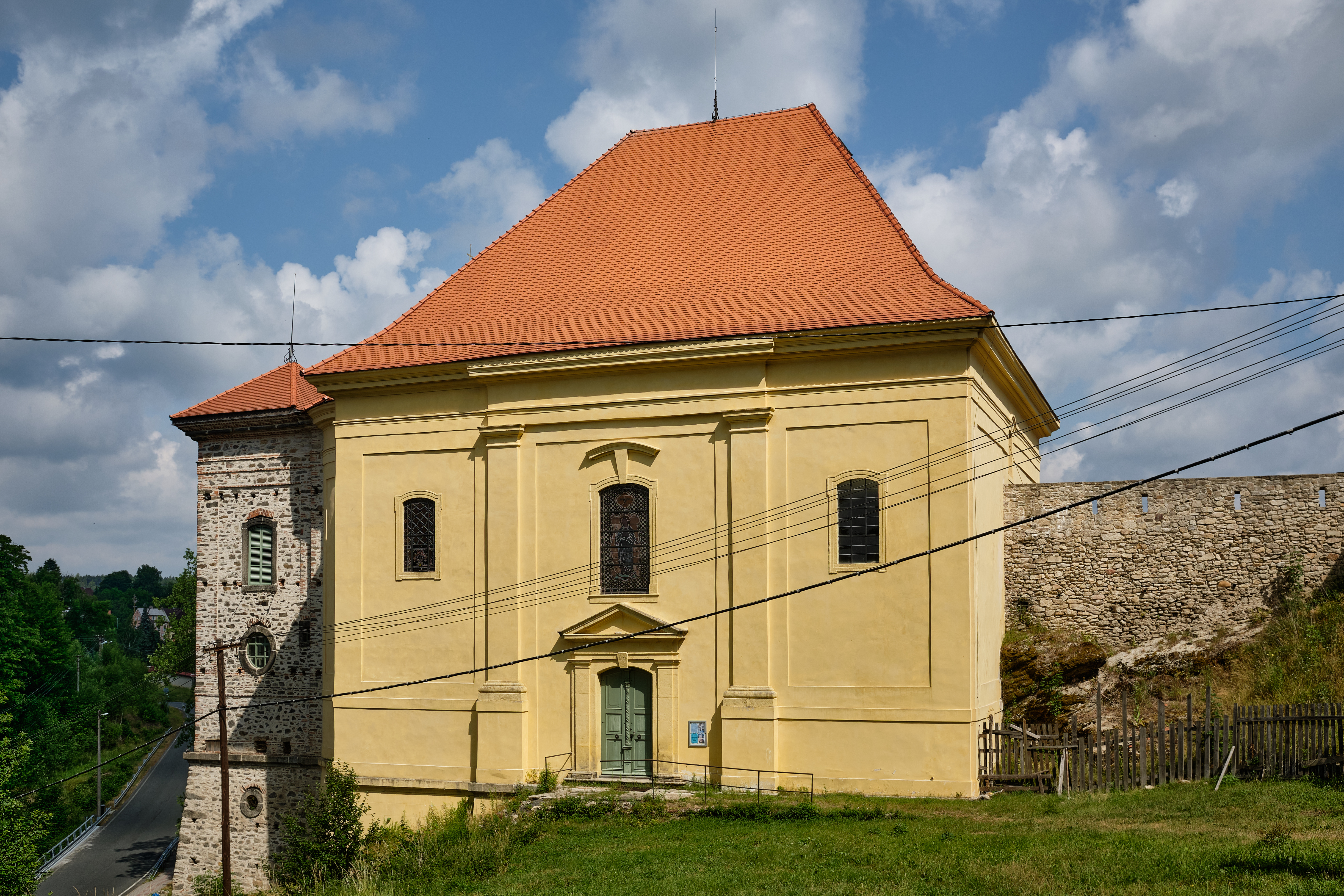
Kostel sv. Kateřiny